# Passage des Saint-Simoniens
Le passage des Saint-Simoniens est une voie située dans le quartier Saint-Fargeau du 20e arrondissement de Paris en France.

## Situation et accès
Le passage des Saint-Simoniens est desservi à proximité par la ligne 3 bis à la station Saint-Fargeau.

## Origine du nom
Ce passage doit son nom à sa proximité avec la maison occupée par les saint-simoniens en 1832,.

## Historique
Cette voie est classée dans la voirie parisienne par un arrêté municipal du 21 février 1990.

## Bâtiments remarquables et lieux de mémoire
- No 18 : square des Saint-Simoniens.

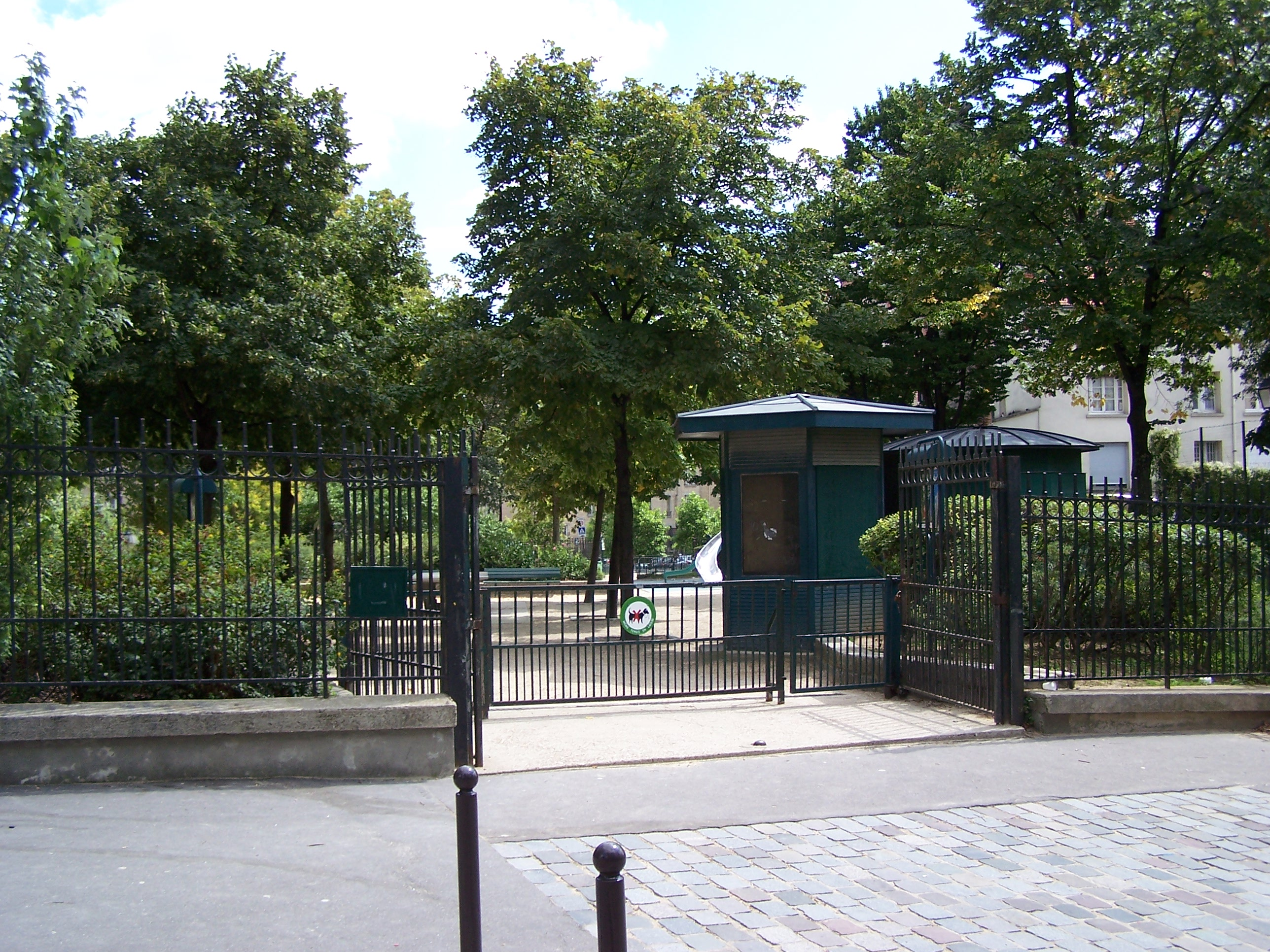
Entrée du square des Saint-Simoniens.